# 閻漳
閻漳（1529年—？），字汝清，號澄吾，山東登州府蓬萊縣人，民籍，明朝政治人物。

## 生平
嘉靖三十七年（1558年）戊午科山東鄉試第四十八名舉人，四十四年（1565年）中式乙丑科會試第三百六十六名，三甲第二百八名進士。都察院观政，四十五年二月授临晋县知县，隆慶四年（1570年）二月復除祥符县，萬曆元年（1573年）復除直隸文安縣知縣。三年七月调平谷县，四年九月升刑部主事，八年八月升员外郎，十一月升郎中，十二月差恤刑河南，十一年二月降户部员外郎，十二年升郎中，十五年升黎平府知府，十七年升陕西苑马寺少卿，致仕归。

## 家族
曾祖閻琮，知府；祖父閻鎣；父閻鳳翀，王府教授贈郎中。母宋氏，累贈宜人。弟閻渡、閻濯。